# Noguk
La Reina Noguk (? - 8 de marzo de 1365), también conocida como la reina Indeok, fue una princesa mongola que más tarde se convirtió en reina de Corea, continuando con la costumbre de la Dinastía Yuan de casarse con príncipes de la misma línea familiar en el reino de Goryeo. Su nombre mongol era Borjigin Budashiri (孛兒只斤寶塔實里).

## Matrimonio y muerte
Fue la reina consorte del monarca reformista Gongmin. Aunque era una princesa de Mongolia, la reina Noguk siempre apoyó al país de Goryeo y a su esposo. A pesar de la muy estrecha relación de la pareja, no tuvieron hijos. La reina quedó finalmente embarazada quince años después de contraer matrimonio, pero murió en 1365 debido a complicaciones por distocia durante el parto. 
Después de su muerte, el rey Gongmin se volvió indiferente en la política y confió una gran cantidad de trabajo al monje budista Pyeonjo, que fue ejecutado en 1371. El rey fue asesinado mientras dormía por Hong Ryun (홍륜), Choe Man-Saeng (최만생), y otros en 1374.

## Familia
Noguk (o Budashuri de nacimiento, en mongol: ᠪᠤᠳᠢᠰᠢᠷᠢ), pertenecía a la familia de los Borjigin, familiares directos de Genghis Khan. En el caso de la reina Noguk, su trastarabuelo fue el Gran Kan Kublai Kan, siendo por ello desdenciente de Genghis Khan y Tolui, su cuarto hijo, célebre en la lucha contra la dinastía Jin y los jorezmitas.
Como familiares más cercanos, el tatarabuelo de Noguk fue Zhenjin, segundo hijo de Kublai Kan y príncipe heredero de la Dinastía Yuan, aunque moriría de alcoholismo ocho años antes que su padre. El segundo hijo de éste, Darmabala, fue príncipe imperial Yuan que llegó a ser visto como posible heredero, aunque finalmente sólo comandó el ejército mongol en Jeju y Huaizhou, donde murió de enfermedad. El hijo mayor de Darmabala, Amüge (también Amga o Amuka según fuentes), fue un hijo fuera del matrimonio de la corte que no heredó títulos (Külüg Kan, fue el segundo hijo de Darmabala, mientras que Buyantu Kan fue el tercero). Sí se le confirió el mando de fuerzas de los Yuan, en concreto el antiguo ejército de Xia Xi con el que detendrá a Kaidu de los Chagatai en su expansión oriental. En 1324, Amüge, que había sufrido las intrigas cortesanas tras la muerte de su padre y valedor, fue convocado nuevamente como comandante del ejército mongol por Yesün Temür, sucesor pacífico de Gegeen Kan, pero Amüge moriría ese mismo año. Bayir Temür, hijo de Amüge fue avalado por tu tío, Wen Munjong, que consiguió que heredase los rangos que su padre ganó en batalla. Así, Bayir dirigió tropas en la revuelta de los Turbantes Rojos y contra el Loto Blanco. Existe una teoría de que Bayir Temür no fue el padre; si no el hermano de Noguk.
- Padre: Bayir Temür
  - Abuelo: Amüge
    - Bisabuelo: Borǰigin Darmabala
      - Tatarabuelo: Borjigin Zhenjin
        - Trastatarabuelo: Kublai Kan
- Esposo: rey Gongmin de Goryeo (23 de mayo de 1330 – 27 de octubre de 1374) (고려 공민왕).

## Legado

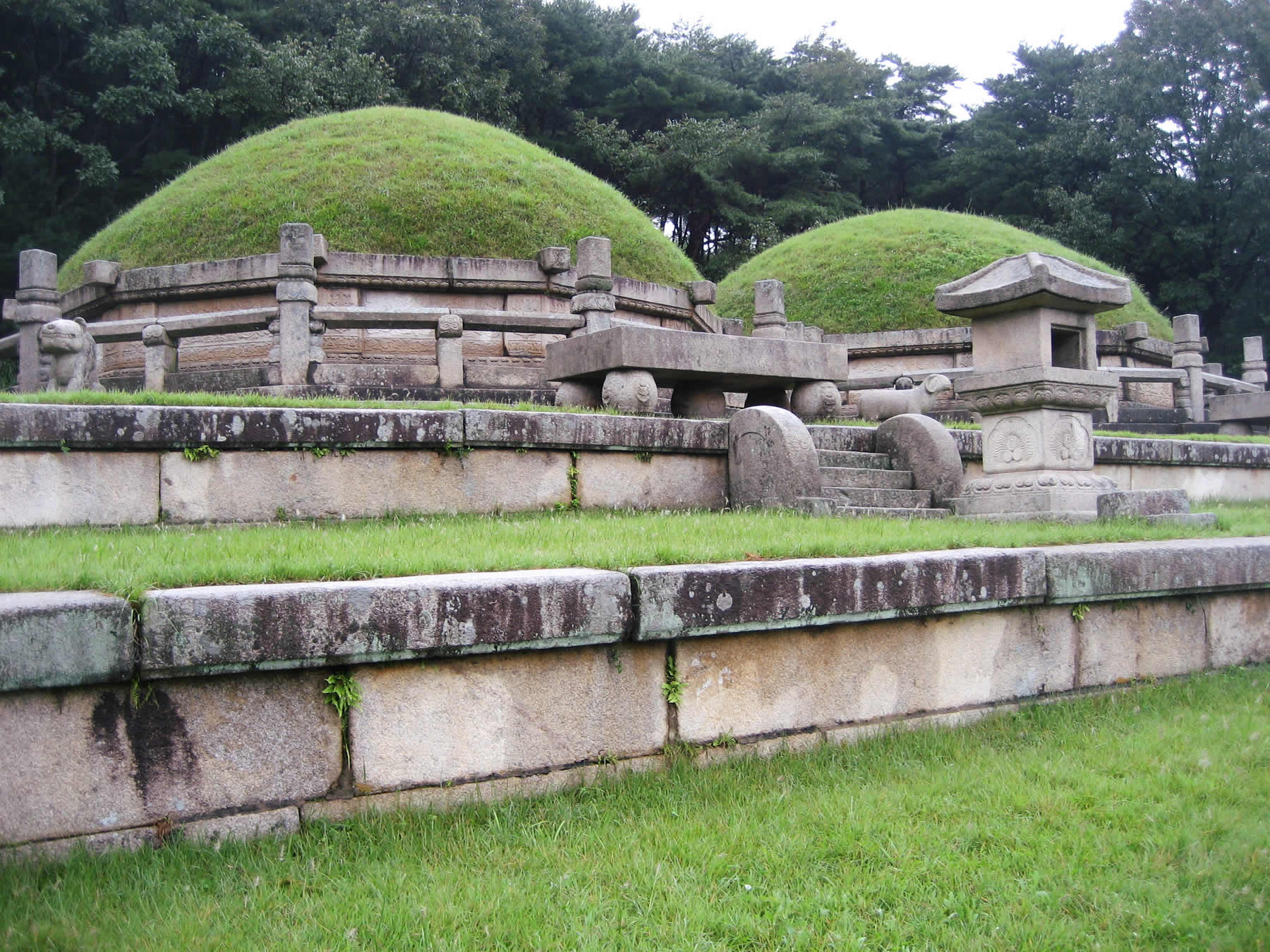
Tumba del rey Gongmin y la reina Noguk. Llamada la Tumba Real Hyonjongrung.

La memoria de la reina Noguk permaneció viva durante la siguiente dinastía, en los Anales de la Dinastía Joseon.

## En la cultura popular
La reina Noguk ha sido representada por las actrices Sunwoo Eun-sook en Gaeguk (KBS, 1983), Seo Ji-hye en Shin Don (MBC, 2005-06), Song Ji-hyo en la película A Frozen Flower, Park Se-young en Faith (SBS, 2012) y Bae Min-Hee en The Great Seer (2012-13).